# San Jaenbert
Jaenbert (VIII secolo – Canterbury, 11 agosto 792) è stato un abate e vescovo inglese.

## Biografia
Nulla si sa del luogo e della data di nascita, tranne il fatto che era originario di un'importante casata del Kent e che un suo parente, di nome Eadhun, era un reeve del re Egbert II del Kent, con il quale lo stesso Jaenbert era in ottimi rapporti. 
Diventato monaco presso l'abbazia di Sant'Agostino a Canterbury, ne divenne abate alla morte del suo predecessore, Aldhun. Venne consacrato arcivescovo di Canterbury il 2 febbraio 765 con una cerimonia celebrata dall'allora arcivescovo di York Egberto, presso la corte di re Offa di Mercia. Fu sotto il suo episcopato che all'arcivescovato di Canterbury fu consentito battere moneta ed è per questo che si conservano le prime monete coniate da questo ecclesiastico. Nel 767 Jaenbert ricevette il pallio arcivescovile da papa Paolo I, grazie al quale ebbe la possibilità di nominare Æthelbert di York, Ceolwulf di Lindsey e Alcmundo di Hexham.
In questo periodo i rapporti con re Offa diventarono sempre più conflittuali, per due ordini di motivi. Il primo era il sostegno dato da Jaenbert alla lotta per l'indipendenza del regno di Kent, allora sotto il dominio di Mercia, ed in particolare al re Egbert II, il quale, dopo la battaglia di Otford del 776, manifestò la sua gratitudine all'arcivescovo di Canterbury donando alla sua chiesa numerose proprietà; queste ultime, dopo la riconquista da parte di Offa del Kent, vennero tutte confiscate. Il secondo motivo, legato al primo, era il tentativo da parte del sovrano di Mercia, di togliere potere giurisdizionale al vescovato di Kent in favore di quello di Mercia, sotto il suo controllo. Fu per questo motivo che Offa chiese direttamente a Roma che il vescovato di Mercia venisse escluso dalla giurisdizione del Kent e reclamò il pallio di arcivescovo per il suo pupillo, Higbert, vescovo di Lichfield, la capitale del suo regno.
Nel concilio provinciale di Canterbury (787) l'arcivescovo Jaenbert dovette accettare di cedere parte del suo territorio, mentre Higbert divenne arcivescovo e Egfrid, figlio di Offa fu consacrato re. 
Secondo il necrologio di Canterbury, Jaenbert morì l'11 agosto 792.

## Culto
Il suo corpo nel 1091 fu trasferito insieme a quello di sant'Agostino di Canterbury nella sala capitolare della chiesa dell'abbazia di Sant'Agostino a Canterbury.
San Jaenbert non è presente nel Martirologio Romano, ma secondo il Martirologio di Usuardo il giorno dedicato al santo è il 12 agosto.

## Genealogia episcopale
La genealogia episcopale è:
- Vescovo Eadbeorht
- Arcivescovo Jaenbert